# Matteo Ronto
Matteo Ronto (Creta, ... – Ferrara, 14 ottobre 1442) è stato un poeta e latinista italiano.

## Biografia
Matteo Ronto nacque in un anno imprecisato tra il 1370 e il 1380 nell’isola greca di Creta da una famiglia di mercanti di origine veneziana.
Intrapresa negli anni giovanili la carriera militare, intorno al 1408 entrò a far parte della Congregazione olivetana.
Dal maggio 1427 al maggio 1431, mentre soggiornava nel convento benedettino della città di Pistoia, Ronto realizzò la sua opera più nota, la traduzione in esametri latini della Divina Commedia di Dante Alighieri. Matteo Ronto morì nel monastero di San Giorgio  a Ferrara il 14 ottobre 1442.

## Opere
Oltre alla traduzione del capolavoro dantesco, Ronto è autore di una serie non trascurabile di opere letterarie, tra le quali una vasta serie di carmi e inni latini di carattere liturgico, un’operetta agiografica sulla traslazione dei corpi dei santi ferraresi Maurelio e Alberto Pandoni, una vita di papa Alessandro V (come lui di origine cretese), vari testi poetici di tema  profano (tra gli altri l’Apostropha ad urbem Pistoriensem e diversi componimenti inerenti alla città di Ferrara), un’esigua produzione epistolare e, infine, alcuni trattati di interesse linguistico e grammaticale, quali il De ortographia, un dizionario latino-volgare intitolato Vocabulista e un trattato sui metri di Boezio.